# CompuServe
CompuServe – były amerykański dostawca usług internetowych istniejący od 1969 r., początkowo jako dostawca poczty elektronicznej. Od 1998 należał do grupy AOL.
W 1997 r. z usług CompuServe korzystało około 5,2 mln klientów.